# Говсы
Говсы — деревня в Печорском районе Псковской области России. Входит в состав сельского поселения «Лавровская волость».
Расположена на юго-востоке волости, в 0,8 км к западу проходит граница c Латвией, в 10 км к юго-востоку от волостного центра, деревни Лавры, и в 46 км к югу от райцентра, города Печоры.

## Население
Численность населения деревни по оценке на конец 2000 года составляла 8 жителей.
| 2001 | 2002 | 2010 |
| ---- | ---- | ---- |
| 8    | ↗9   | ↘2   |